# Szilveszter Csollány
Szilveszter Csollány (Sopron, Hungría, 13 de abril de 1970 - Budapest, 24 de enero de 2022) fue un gimnasta artístico húngaro, especialista en la prueba de anillas, que fue campeón olímpico en 2000 y campeón del mundo en 2002.

## Carrera deportiva
En el Mundial de París 1992 gana plata en anillas, tras el gimnasta del Equipo Unificado Vitaly Scherbo y por delante de otro componente del Equipo Unificado Grigory Misutin.
En el Mundial celebrado en San Juan (Puerto Rico) en 1996 consigue la plata en anillas, tras el italiano Jury Chechi y empatado en la plata con el búlgaro Yordan Yovchev.
En el Mundial de Lausana 1997 vuelve a ser plata en anillas, tras Jury Chechi y por delante del bielorruso Ivan Ivankov.
En el Mundial de Tianjin 1999 gana la plata en la prueba de anillas, tras el chino Dong Zhen y por delante del griego Dimosthenis Tampakos.
En los JJ. OO. de Sídney 2000 gana el oro en anillas, de nuevo por delante de Dimosthenis Tampakos y del búlgaro Yordan Yovchev.
En los Mundiales de Gante 2001 y Debrecen 2002 gana la plata y oro, respectivamente, en la misma prueba, poniendo así fin a esta exitosa carrera deportiva.
En 2011 se mudó a Islandia, donde fue entrenador de gimnasia en Grótta.

## Palmarés internacional
| Juegos Olímpicos | Juegos Olímpicos         | Juegos Olímpicos | Juegos Olímpicos |
| Año              | Lugar                    | Medalla          | Prueba           |
| ---------------- | ------------------------ | ---------------- | ---------------- |
| 1996             | Atlanta (Estados Unidos) | Medalla de plata | Anillas          |
| 2000             | Sídney (Australia)       | Medalla de oro   | Anillas          |

## Muerte
Fue hospitalizado en noviembre de 2021 por COVID-19, poco tiempo después de inocularse con la vacuna y se le colocó un respirador. Debido a la poca cantidad de anticuerpos generados por su organismo tras la aplicación de la vacuna, falleció a consecuencia de la infección en Budapest el 24 de enero de 2022, a la edad de 51 años.